# Leiodes polita
Leiodes polita är en skalbaggsart som först beskrevs av Thomas Marsham 1802.  Leiodes polita ingår i släktet Liodes, och familjen mycelbaggar. Arten är reproducerande i Sverige.